# کارل آلمندیگر
کارل آلمندیگر (به آلمانی: Karl Allmendinger) (۳ فوریه۱۸۹۱–۲ اکتبر ۱۹۶۵) یک نظامی بلندپایه آلمانی در دوره رایش سوم بود.